# جريمة قتل هيفن اووت
تعرضت هيفن أووت البالغة من العمر سبع سنوات للاغتصاب الوحشي والتشويه والقتل على يد مالك منزل والدتها جيتنت باي في بحر دار، ولاية أمهرة، إثيوبيا في أغسطس 2023. حكم على جيتنت بالسجن لمدة 25 عامًا وأثارت الجريمة غضبًا شعبيًا كبيرًا، وطالب المواطنون على وسائل التواصل الاجتماعي بتحقيق العدالة. امتثل جينيت أمام المحكمة وأجلت القضية إلى أكتوبر 2024. كما أدانت العديد من منظمات حقوق المرأة والطفل هذه الجريمة الشنعاء ومن بينهم قالت جمعية المحاميات الإثيوبيات إن جريمة القتل في حد ذاتها كانت كافية للحكم عليه بالسجن مدى الحياة أو الإعدام.... كما أدانت وزيرة المرأة والشؤون الاجتماعية إرجوجي تيسفاي جريمة القتل قائلةً في صفحتها على الفيسبوك إنها غير إنسانية.

## الخلفية
كانت هيفن أووت فتاة تبلغ من العمر سبع سنوات من بحر دار في ولاية أمهرة. تفككت أسرتها أثناء حرب تيغراي، فقد سجن والد هيفن أثناء الحرب لعدة أشهر وبعد خروجه غادر منطقة أمهرة إلى إقليم تغراي بعد أن أدركوا أنه سيثير الشكوك في المنطقة وقت ملاحقة التيغرايين عرقيًا. كانت والدة هيفن أبكيليش أديبا ممرضة ربتها هي وأختها الصغيرة في مسكن مستأجر من المالك جيتنيت باي وقالت أبيكيلييش لبي بي سي أنها لم تشعر قط بأي تهديد لابنتها بما أنها صديقة زوجة القاتل جيتنت باي. كانت أبيكيلييش في العمل أثناء وقوع جريمة القتل وكانت خالة الفتاة مع هيفن التي قالت لها أنها ستذهب إلى الحمام ولكنها لم تعد. ذهبت الخالة للبحث عن الفتاة بعد طول غيابها لكنها لم تجدها، واعتقدت أن جيتنيت هو من أخذها.
عُثر على جسد هيفن في مساء ذلك اليوم عند مدخل منزلها، ماتت الفتاة بالخنق ومُمثل بجسدها. اضطرت
وبعد أن علمت أبيكيلييش بالأمر اختبئت بعيدًا عن جيتنت خوفًا على سلامتها هي وابنتها الصغرى.
كان جيتنت قد هرب من السجن وقت أن فتحت ميليشيا فانو أبواب السجون أثناء حرب أمهرة. كان جيتنيت يبحث عن أبيكيلييش في الشهر التالي للجريمة، وزعمت أن سلطات إنفاذ القانون في بحر دار لم تكن راغبة في احتجازه أو القبض عليه. انتقلت أبيكيلييش من منزل إلى آخر ومن وظيفة إلى أخرى بشكل متكرر في ذلك العام.

## العواقب وردود الأفعال
لم تعرف القضية وتشتهر إلا بعد مرور عام عليها، مما أثار غضبًا شعبيًا واسع النطاق في إثيوبيا، وقال كثيرون إن الحكم على القاتل كان رحيمًا للغاية، ووقع أكثر من 200 ألف شخص على عريضة تطالب بتحقيق العدالة. فقبض على جيتنت وحكم عليه بالسجن لمدة 25 عامًا. استئناف جيتنيت الحكم لدى المحكمة، التي ألغت الحكم وأجلت القضية إلى أكتوبر المقبل.
قالت والدة الفتاة لهيئة بي بي سي إنها "لم تعش" بعد سماع خبر وفاة ابنتها هيفن اووت. 